# Core Solo

Loghi dei processori Core Duo e Core Solo

Core Solo, insieme a Core Duo, è il nome commerciale del processore mobile Intel Yonah arrivato sul mercato nei primi mesi del 2006 come successore del Pentium M Dothan alla base della piattaforma Centrino. Yonah esiste in due varianti: la principale è dual core, prende il nome di Core Duo ed è alla base della piattaforma Centrino Duo, la seconda, è una versione single core, chiamata appunto Core Solo alla base della terza generazione della piattaforma Centrino.

## Un nuovo nome per le CPU mobile
Il 18 novembre 2005, Intel ha presentato i nomi ufficiali delle varie versioni di Yonah che sono poi arrivate in commercio. Si nota che non è più presente nessun riferimento al "Pentium M serie 8xx" e che anzi anche il processor number è cambiato diventando composto da una lettera iniziale seguita da 4 cifre.
La lettera identifica la "classe energetica" della CPU in questione, infatti i processori Yonah appartenenti alla serie "E" sono caratterizzati da un consumo di più di 50 W. Sono seguiti poi da quelli della serie "T" con 25-49 W, della serie "L" con 15-24 W e, per finire, dai modelli della serie "U" con meno di 14 W. È però da tenere conto che le CPU della serie "E" non saranno destinate all'utilizzo in sistemi Mobile.

## Caratteristiche principali

### Yonah
La prima incarnazione del processore Core Solo è una particolare versione di Yonah, ovvero il processore che inizialmente doveva essere il nuovo Pentium M serie 8xx successore di Dothan.
Si tratta del primo processore mobile progettato per essere dual core, ma di cui esistono alcune versioni a singolo core. Include 1 MB di cache L2, vale a dire la metà di quella inserita nella versione dual core, ed è pensata soprattutto per i sistemi che necessitano di contenere al massimo i consumi.

## Modelli
La tabella seguente mostra i modelli di Core Solo, basati su core Yonah, arrivati sul mercato. Molti di questi condividono caratteristiche comuni pur essendo basati su diversi core; per questo motivo, allo scopo di rendere maggiormente evidente tali affinità e "alleggerire" la visualizzazione alcune colonne mostrano un valore comune a più righe. Di seguito anche una legenda dei termini (alcuni abbreviati) usati per l'intestazione delle colonne:
- Nome Commerciale: si intende il nome con cui è stato immesso in commercio quel particolare esemplare.
- Data: si intende la data di immissione sul mercato di quel particolare esemplare.
- N°Core: si intende il numero di core montati sul package: 1 se "single core" o 2 se "dual core".
- Socket: lo zoccolo della scheda madre in cui viene inserito il processore. In questo caso il numero rappresenta oltre al nome anche il numero dei pin di contatto.
- Clock: la frequenza di funzionamento del processore.
- Molt.: sta per "Moltiplicatore" ovvero il fattore di moltiplicazione per il quale bisogna moltiplicare la frequenza di bus per ottenere la frequenza del processore.
- Pr.Prod.: sta per "Processo produttivo" e indica tipicamente la dimensione dei gate dei transistors (180 nm, 130 nm, 90 nm) e il numero di transistor integrati nel processore espresso in milioni.
- Voltag.: sta per "Voltaggio" e indica la tensione di alimentazione del processore.
- Watt: si intende il consumo massimo di quel particolare esemplare.
- Bus: frequenza del bus di sistema.
- Cache: dimensione delle cache di 1º e 2º livello.
- XD: sta per "XD-bit" e indica l'implementazione della tecnologia di sicurezza che evita l'esecuzione di codice malevolo sul computer.
- 64: sta per "EM64T" e indica l'implementazione della tecnologia a 64 bit di Intel.
- HT: sta per "Hyper-Threading" e indica l'implementazione della esclusiva tecnologia Intel che consente al sistema operativo di vedere 2 core logici.
- ST: sta per "SpeedStep Technology" ovvero la tecnologia di risparmio energetico sviluppata da Intel e inserita negli ultimi Pentium 4 Prescott serie 6xx per contenere il consumo massimo.
- VT: sta per "Vanderpool Technology", la tecnologia di virtualizzazione che rende possibile l'esecuzione simultanea di più sistemi operativi differenti contemporaneamente.
- Core: si intende il nome in codice del progetto alla base di quel particolare esemplare.

| Nome Commerciale    | Data           | Socket | N°Core | Clock    | Molt. | Pr.Prod. | Voltag.      | Watt  | Bus     | Cache          | XD | 64 | HT | ST | VT | Core  |
| ------------------- | -------------- | ------ | ------ | -------- | ----- | -------- | ------------ | ----- | ------- | -------------- | -- | -- | -- | -- | -- | ----- |
| Core Solo T1200     | luglio 2006    | M      | 1      | 1,5 GHz  | 9x    | 65 nm    | 0.7625–1.3 V | 27 W  | 667 MHz | L1=64KB L2=2MB | Sì | No | No | Sì | No | Yonah |
| Core Solo T1250     | N.A.           | M      | 1      | 1,73 GHz | 13x   | 65 nm    | 0.7625–1.3 V | 31 W  | 533 MHz | L1=64KB L2=2MB | Sì | No | No | Sì | No | Yonah |
| Core Solo T1300     | 5 gennaio 2006 | 479, M | 1      | 1,67 GHz | 10x   | 65 nm    | 0.7625–1.3 V | 27 W  | 667 MHz | L1=64KB L2=2MB | Sì | No | No | Sì | No | Yonah |
| Core Solo T1350     | luglio 2006    | M      | 1      | 1,87 GHz | 14x   | 65 nm    | 0.7625–1.3 V | 31 W  | 533 MHz | L1=64KB L2=2MB | Sì | No | No | Sì | No | Yonah |
| Core Solo T1400     | 28 maggio 2006 | 479, M | 1      | 1,83 GHz | 11x   | 65 nm    | 0.7625–1.3 V | 27 W  | 667 MHz | L1=64KB L2=2MB | Sì | No | No | Sì | No | Yonah |
| Core Solo T1500     | agosto 2006    | M      | 1      | 2 GHz    | 12x   | 65 nm    | 0.7625–1.3 V | 27 W  | 667 MHz | L1=64KB L2=2MB | Sì | No | No | Sì | No | Yonah |
| Core Solo ULV U1300 | 18 aprile 2006 | 479    | 1      | 1,07 GHz | 8x    | 65 nm    | 0.95–1.05 V  | 5.5 W | 533 MHz | L1=64KB L2=2MB | Sì | No | No | Sì | No | Yonah |
| Core Solo ULV U1400 | 18 aprile 2006 | 479    | 1      | 1,2 GHz  | 9x    | 65 nm    | 0.95–1.05 V  | 5.5 W | 533 MHz | L1=64KB L2=2MB | Sì | No | No | Sì | No | Yonah |
| Core Solo ULV U1500 | 2 gennaio 2007 | 479    | 1      | 1,33 GHz | 10x   | 65 nm    | 0.85–1.1 V   | 5.5 W | 533 MHz | L1=64KB L2=2MB | Sì | No | No | Sì | No | Yonah |

Nota: dato che al momento esiste solo il core Yonah, la tabella soprastante è un estratto di quella completa contenuta nella pagine di Yonah, la quale contiene anche i riferimenti ai modelli marchiati Core Duo.